# Spirit Lake
Spirit Lake er en sø 6 kilometer fra Mount St. Helens i Washington, USA.
Søen var engang et frodigt sted, men økosystemet blev ødelagt ved det kraftige vulkanudbrud i 1980. Ved udbruddet blev søen fyldt med træer fra de nærliggende skråninger, ligesom materiale fra den pyroklastiske sky faldt ned i søen, hvilket bl.a. betød at søens naturlige afvanding blev hindret, hvorved søens vandspejl blev hævet med ca. 60 meter. Efter udbruddet blev søens vand giftigt på grund af de vulkanske gasser. Videnskabsfolk forudsagde, at søen ikke ville komme sig hurtigt, men allerede i 1983 begyndte der at gro alger i søen.

## Galleri
- Spirit Lake før vulkanudbruddet i 1980
- Spirit Lake fyldt op efter vulkanudbruddet i 1980
- Træstammer der fortsat flyder i søens overflade i 2009
- Spirit Lake

46°16′23″N 122°08′06″V / 46.27306°N 122.13500°V